# 崎山嗣朝

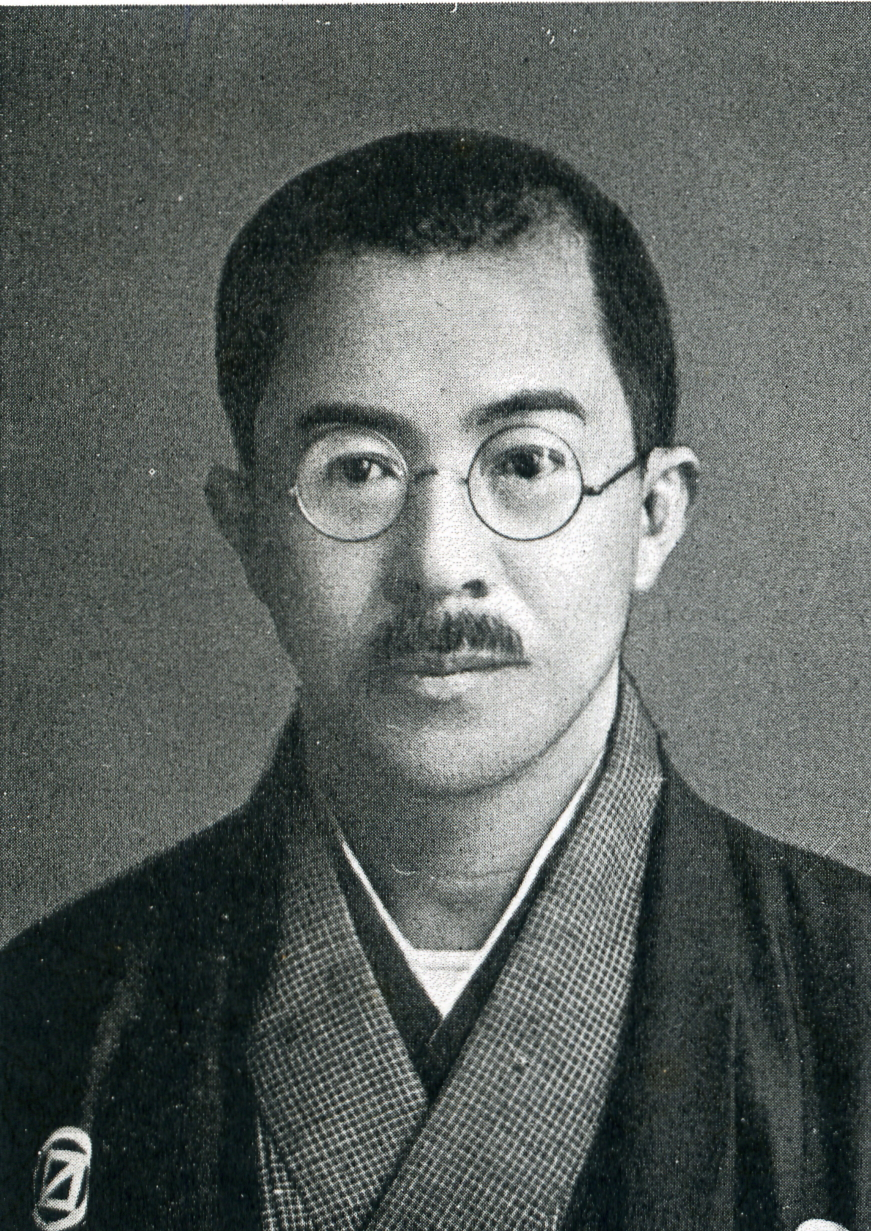
崎山嗣朝

崎山 嗣朝（さきやま しちょう、1888年（明治21年）5月4日 - 1960年（昭和35年）6月4日）は、日本の衆議院議員（立憲政友会）、那覇市長。

## 経歴
沖縄県首里（現在の那覇市）に崎山嗣記の長男として生まれ、幼時を石垣島で過ごした。沖縄県立中学校を卒業後、第七高等学校に進み、1913年（大正2年）に卒業した。さらに京都帝国大学法科大学独法科に学び、1917年（大正6年）に卒業した。翌年に帰郷し、弁護士を開業した。
那覇市会議員、沖縄県会議員を経て、1930年（昭和5年）の第17回衆議院議員総選挙に出馬し、当選。計3期務めた。
1943年（昭和18年）3月には那覇市長に選出された。